# Lü Zhi (conservacionista)
Lü Zhi (en xinès estàndard 吕植; nascuda el 1965) és una biòloga de la conservació xinesa, experta en pandes gegants i experta en biodiversitat. És una professora a la Universitat de Pequin i també és la Directora Executiva del Centre Universitari de Pequín per la Naturalesa i la Societat. Lü també és la fundadora del Centre de Conservació de Shanshui, el qual es dedica a la preservació de la Regió del Naixement dels Tres Rius a la Prefectura autònoma tibetana de Yushu, Qinghai.

## Biografia
Lü començà estudiant a la Universitat de Pequín el 1981, quan tenia l'edat de setze anys. Pel 1992, ella havia completat totes les feines d'estudiant universitària i postdoctorat en la mateixa universitat. El seu treball amb els pandes gegants va començar quan tenia dinou anys, quan va formar part d'un estudi de camp de llarga durada sobre els animals, el seu hàbitat i la seua diversitat genètica. Durant el treball de camp, ella creà llaços emocionals amb els pandes, ajudà un panda malalt a tornar a alimentar-se i també es convertí una de les primeres persones a entrar en una llodriguera de pandes salvatges. També va aprendre pel seu compte l'habilitat de fer fotografies a la naturalesa salvatge mentre estava al camp, i les seues fotografies foren exposades per National Geographic el 1993 i el 1995.
Des de 1995 fins al 2000, ella treballà en un programa d'oficina per al World Wildlife Fund (WWF) de la Xina. En WWF, ella desenvolupà programes i activitats que se centraven en el panda gegant i també en la Regió Autònoma del Tibet. També ajudà a obrir una oficina al Tibet del WWF i aconseguir el total del pressupost anual per la conservació centrant-se en el panda i el Tibet. El 2002, comença a treballar a Conservation International (CI). Lü Zhi treballà com al de l'oficina xinesa de CI.
La feina de conservació feta per Lü se centra en diverses espècies grans en perill d'extinció, incloent el panda gegant, la pantera de les neus, la gasela de Przewalski i l'os marró tibetà. La seua organització no governamental, el Centre de Conservació de Shanshui fou fundat el 2007 per ajudar a desenvolupar "solucions basades en les comunitats i de base per a la conservació a la Xina occidental." Ella emfatitza la importància de les reserves naturals gestionades per les comunitats en la lluita per la protecció de les espècies i els hàbitats, dient que aquests tipus de models són un benefici per als animals i l'ús sostenible de la terra per la gent. Lü Zhi espera veure un "nou sistema econòmic que reconega i pague pel valor de la natura" i a Shan Shui, ells fan el model d'aquests tipus de sistemes econòmics per al govern xinès més gran. A més dels esforços en la recerca i el desenvolupament per a la conservació basada en la comunitat, ella ha treballat també amb el govern xinès i empreses per a desenvolupar legislació i pràctiques més respectuoses amb el medi ambient.
Lü ha escrit i escrit amb altres persones diversos llibres sobre ciència. El seu llibre, Giant Pandas in the Wild (2002), fou anomenada "una obra d'art" per la publicació periòdica Library Journal.